# 1869 год в литературе

## События
- Издано собрание сочинений русского поэта-сатирика В. С. Курочкина.

## Книги
- «20 000 лье под водой» (фр. «Vingt mille lieues sous les mers») — роман Жюля Верна.
- «Бешеные деньги» — пьеса Александра Островского.
- «Венера в мехах» (нем. Venus im Pelz) — повесть австрийского писателя Леопольда фон Захера-Мазоха.
- «Вокруг Луны» — роман Жюля Верна.
- «Воспитание чувств» — роман Гюстава Флобера.
- «Кольцо и книга» — роман в стихах Роберта Браунинга.
- «Лекок, агент сыскной полиции» (Monsieur Lecoq) — детективный роман Эмиля Габорио.
- «Локис» (Lokis) — повесть Проспера Мериме.
- «Лорна Дун» — роман Ричарда Додриджа Блэкмора.
- «Нерон» — трагедия Николая Жандра.
- «Обрыв» — роман Ивана Гончарова.
- «Песни Мальдорора» — поэма в прозе Лотреамона.
- «Простаки за границей» — произведение Марка Твена.
- «Старые годы в селе Плодомасове» — повесть Николая Лескова.
- «Фрол Скобеев» («Комедия о российском дворянине Фроле Скобееве и стольничьей, Нардин Нащекина, дочери Аннушке») — пьеса Дмитрия Аверкиева.
- «Человек, который смеётся» — роман Виктора Гюго.

## Родились
- 12 января — Бхагван Дас, индийский писатель (умер в 1958)
- 15 января — Станислав Выспяньский (пол. Stanisław Wyspiański), польский поэт, драматург, художник (умер в 1907).
- 14 марта — Алджернон Блэквуд, английский писатель (умер в 1951).
- 1 апреля – Петер Эгге, норвежский писатель.
- 7 мая — Рабиндранат Тагор, индийский писатель, философ, лауреат Нобелевской премии по литературе (1913) (умер в 1941).
- 12 мая — Альберт Энгстрём, шведский писатель (умер в 1940).
- 30 июня – Арне Дюбфест, норвежский писатель.
- 8 августа — Прохор Григорьевич Горохов, русский поэт-самоучка, автор слов песни «Бывали дни весёлые» (умер в 1925).
- 22 августа — Артур Холичер, венгерский писатель (умер в 1941).
- 20 сентября — Юозас Тумас-Вайжгантас (лит. Juozas Tumas, псевдоним лит. Vaižgantas), литовский писатель, литературовед и общественный деятель (умер в 1933).
- 6 октября — Бу Бергман, шведский писатель, поэт, драматург, критик (умер в 1967).
- 18 октября — Йоханнес Линнанкоски (фин. Johannes Linnankoski), финский писатель (умер в 1913).
- 20 ноября — Зинаида Николаевна Гиппиус, русская писательница, драматург, литературный критик (умерла в 1945).
- Юзеф Остойя-Сульницкий, польский драматург, переводчик, сценарист, режиссёр, журналист.

## Умерли
- 8 февраля — Нарсисо Арестеги, перуанский писатель.
- 18 февраля — Василий Тимофеевич Плаксин, русский писатель, историк литературы, литературный критик и педагог; статский советник (ум. 1795)[1].
- 11 марта — Владимир Фёдорович Одоевский, русский писатель, философ, педагог, музыковед и теоретик музыки (родился в 1803).
- 11 апреля – Янез Циглар, словенский писатель и поэт (род. в 1792).
- 16 августа — Альбина-Габриэла Пузына, польско-литовская писательница, поэтесса, комедиограф, мемуарист (род. в 1815).
- 30 августа — Пётр Павлович Ершов, русский поэт, писатель, драматург (родился в 1815).